# Haselbrunn (Pottenstein)
Haselbrunn ist ein Gemeindeteil der Stadt Pottenstein im Landkreis Bayreuth (Oberfranken, Bayern). Haselbrunn liegt in der Gemarkung Haßlach.

## Geographie und Verkehrsanbindung
Der Weiler liegt etwa 1,8 km nordöstlich von Pottenstein an der Staatsstraße 2163 von Pottenstein nach Haßlach. Am nordöstlichen Ortsende entspringt der Haselbrunnbach, ein rechter Zufluss der Püttlach.

## Geschichte
Zu Beginn des 13. Jahrhunderts fiel das Dorf als Bamberger Pfand an den Schlüsselberger Eberhard I. Erstmals urkundlich erwähnt wurde der Ort 1307 als „Haselprune“. Der Ortsname bedeutet Brunnen bei den Haselstauden.
Im Zweiten Markgrafenkrieg wurde das Dorf 1553 von den Truppen des Albrecht Alkibiades völlig niedergebrannt.
Der Gemeindeteil der ehemaligen Gemeinde Haßlach wurde im Zuge der Gemeindegebietsreform zusammen mit seinem Hauptort am 1. Januar 1972 in Pottenstein eingegliedert.

## Baudenkmäler
In der Liste der Baudenkmäler in Pottenstein (Oberfranken) sind für Haselbrunn drei Baudenkmäler aufgeführt.